# 소울피쉬
소울피쉬 (Soul Fish, 본명: 이강우, 1983년 7월 16일 ~ )는 대한민국의 힙합 프로듀서이다. 2009년 허클베리 피와 피노다인을 결성하여 EP Pish!를 발매하며 데뷔하였다.

## 음반

### 피노다인
- 2009년 7월 14일 - EP Pish!
- 2010년 11월 30일 - 정규 1집 Pinovation
- 2011년 8월 24일 - RH- 7th `파인` (罷人, Fine) [Single]
- 2013년 2월 28일 - 캥거루 (Single)
- 2013년 4월 1일 - 정규 2집 Pinocchio
- 2014년 11월 19일 - EP her
- 2019년 9월 11일 - EP Dm7